# Ctenomys boliviensis
Ctenomys boliviensis е вид бозайник от семейство тукотукови (Ctenomyidae).

## Разпространение
Видът е разпространен в Аржентина, Боливия, Бразилия и Парагвай.